# Highland Football League 2002–03
Highland Football League 2002–03 với chức vô địch thuộc về Deveronvale. Fort William đứng cuối bảng.

## Bảng xếp hạng
| XH | Đội                  | Tr | T  | H | T  | BT | BB | HS  | Đ  |
| -- | -------------------- | -- | -- | - | -- | -- | -- | --- | -- |
| 1  | Deveronvale (C)      | 28 | 21 | 6 | 1  | 90 | 24 | +66 | 69 |
| 2  | Keith                | 28 | 17 | 1 | 10 | 66 | 35 | +31 | 52 |
| 3  | Buckie Thistle       | 28 | 15 | 6 | 7  | 63 | 36 | +27 | 51 |
| 4  | Cove Rangers         | 28 | 14 | 7 | 7  | 69 | 46 | +23 | 49 |
| 5  | Nairn County         | 28 | 13 | 7 | 8  | 67 | 47 | +20 | 46 |
| 6  | Fraserburgh          | 28 | 14 | 4 | 10 | 61 | 45 | +16 | 46 |
| 7  | Clachnacuddin        | 28 | 13 | 4 | 11 | 45 | 50 | −5  | 43 |
| 8  | Huntly               | 28 | 12 | 5 | 11 | 53 | 42 | +11 | 41 |
| 9  | Inverurie Loco Works | 28 | 11 | 7 | 10 | 50 | 50 | 0   | 40 |
| 10 | Lossiemouth          | 28 | 12 | 4 | 12 | 41 | 52 | −11 | 40 |
| 11 | Forres Mechanics     | 28 | 12 | 2 | 14 | 59 | 61 | −2  | 38 |
| 12 | Rothes               | 28 | 8  | 5 | 15 | 26 | 50 | −24 | 29 |
| 13 | Wick Academy         | 28 | 8  | 2 | 18 | 33 | 68 | −35 | 26 |
| 14 | Brora Rangers        | 28 | 3  | 6 | 19 | 30 | 77 | −47 | 15 |
| 15 | Fort William         | 28 | 2  | 4 | 22 | 20 | 90 | −70 | 10 |

Nguồn: Scottish Football Historical Archive - Highland League Final Tables
Quy tắc xếp hạng: 1. Điểm; 2. Hiệu số bàn thắng; 3. Số bàn thắng.
(VĐ) = Vô địch; (XH) = Xuống hạng; (LH) = Lên hạng; (O) = Thắng trận Play-off; (A) = Lọt vào vòng sau. 
Chỉ được áp dụng khi mùa giải chưa kết thúc: 
(Q) = Lọt vào vòng đấu cụ thể của giải đấu đã nêu; (TQ) = Giành vé dự giải đấu, nhưng chưa tới vòng đấu đã nêu.

Bản mẫu:Bóng đá Scotland 2002-03